# هيستينغز
هيستينغز أو هَسْتِينْكَس (بالإنجليزية: Hastings) هي مدينة تقع في جنوب إنجلترا. يبلغ عدد سكانها حوالي 85,000 نسمة (2003).

## المناخ
يظهر الجدول التالي التغييرات المناخية على مدار السنة لهيستينغز:
| البيانات المناخية لـهيستينغز                     | البيانات المناخية لـهيستينغز | البيانات المناخية لـهيستينغز | البيانات المناخية لـهيستينغز | البيانات المناخية لـهيستينغز | البيانات المناخية لـهيستينغز | البيانات المناخية لـهيستينغز | البيانات المناخية لـهيستينغز | البيانات المناخية لـهيستينغز | البيانات المناخية لـهيستينغز | البيانات المناخية لـهيستينغز | البيانات المناخية لـهيستينغز | البيانات المناخية لـهيستينغز | البيانات المناخية لـهيستينغز |
| الشهر                                            | يناير                        | فبراير                       | مارس                         | أبريل                        | مايو                         | يونيو                        | يوليو                        | أغسطس                        | سبتمبر                       | أكتوبر                       | نوفمبر                       | ديسمبر                       | المعدل السنوي                |
| ------------------------------------------------ | ---------------------------- | ---------------------------- | ---------------------------- | ---------------------------- | ---------------------------- | ---------------------------- | ---------------------------- | ---------------------------- | ---------------------------- | ---------------------------- | ---------------------------- | ---------------------------- | ---------------------------- |
| الدرجة القصوى °م (°ف)                            | 15.0 (59.0)                  | 14.0 (57.2)                  | 19.0 (66.2)                  | 24.4 (75.9)                  | 26.1 (79.0)                  | 32.3 (90.1)                  | 34.2 (93.6)                  | 31.5 (88.7)                  | 27.2 (81.0)                  | 22.2 (72.0)                  | 17.2 (63.0)                  | 14.5 (58.1)                  | 34.2 (93.6)                  |
| متوسط درجة الحرارة الكبرى °م (°ف)                | 7.7 (45.9)                   | 7.6 (45.7)                   | 9.9 (49.8)                   | 12.6 (54.7)                  | 15.9 (60.6)                  | 18.5 (65.3)                  | 20.7 (69.3)                  | 21.0 (69.8)                  | 18.7 (65.7)                  | 15.2 (59.4)                  | 11.3 (52.3)                  | 8.4 (47.1)                   | 14.0 (57.1)                  |
| متوسط درجة الحرارة الصغرى °م (°ف)                | 3.1 (37.6)                   | 2.7 (36.9)                   | 4.2 (39.6)                   | 5.9 (42.6)                   | 9.1 (48.4)                   | 11.7 (53.1)                  | 14.0 (57.2)                  | 14.2 (57.6)                  | 12.3 (54.1)                  | 9.6 (49.3)                   | 6.1 (43.0)                   | 3.8 (38.8)                   | 8.1 (46.5)                   |
| أدنى درجة حرارة °م (°ف)                          | −9.8 (14.4)                  | −8.8 (16.2)                  | −6.1 (21.0)                  | −2.1 (28.2)                  | 0.0 (32.0)                   | 2.8 (37.0)                   | 6.7 (44.1)                   | 7.4 (45.3)                   | 4.4 (39.9)                   | 0.2 (32.4)                   | −5.6 (21.9)                  | −6.7 (19.9)                  | −9.8 (14.4)                  |
| الهطول مم (إنش)                                  | 75 (3.0)                     | 52 (2.0)                     | 53 (2.1)                     | 48 (1.9)                     | 48 (1.9)                     | 50 (2.0)                     | 49 (1.9)                     | 52 (2.0)                     | 60 (2.4)                     | 96 (3.8)                     | 87 (3.4)                     | 61 (2.4)                     | 731 (28.8)                   |
| ساعات سطوع الشمس الشهرية                         | 72                           | 90                           | 127                          | 196                          | 230                          | 232                          | 247                          | 235                          | 168                          | 128                          | 85                           | 61                           | 1٬871                        |
| المصدر #1: المعهد الملكي الهولندي للأرصاد الجوية |                              |                              |                              |                              |                              |                              |                              |                              |                              |                              |                              |                              |                              |
| المصدر #2: Met Office                            |                              |                              |                              |                              |                              |                              |                              |                              |                              |                              |                              |                              |                              |

## توأمة
لهيستينغز اتفاقيات توأمة مع كل من:
- شفيرته
- اودانارد
- دوردريخت (1982 - )

## أعلام
- توم تشابلن
- ستيف كوك
- وينفريد فاغنر
- سيمون فولر
- كاترين كوكسن
- إليزابيث بلاكويل
- جوهان وينثال
- ديفيد غيمل
- غاريث باري
- آليستر كراولي